# Raika Fujii
Raika Fujii (Kyoto, 5 de julho de 1974) é uma ex-nadadora sincronizada japonesa, medalhista olímpica.

## Carreira
Raika Fujii representou seu país nos Jogos Olímpicos de 1996 e 2000, ganhando a medalha de prata por equipes em 2000 e bronze em 1996. 